# ISU Junior Grand Prix w łyżwiarstwie figurowym 2017/2018
ISU Junior Grand Prix w łyżwiarstwie figurowym 2017/2018 – 21. edycja zawodów w łyżwiarstwie figurowym w kategorii juniorów. Zawodnicy podczas tego sezonu wystąpili w ośmiu zawodach tego cyklu rozgrywek. Rywalizacja rozpoczęła się w Brisbane 23 sierpnia, a zakończyła się finałem JGP w Nagoi, który odbył się w dniach 7 – 10 grudnia 2017 roku.

## Kalendarium zawodów
| Lp. | Data                          | Miejsce      | Zawody                  | Źr. |
| --- | ----------------------------- | ------------ | ----------------------- | --- |
| 1   | 23–26 sierpnia 2017           | Brisbane     | JGP w Australii         |     |
| 2   | 31 sierpnia – 2 września 2017 | Salzburg     | JGP w Austrii           |     |
| 3   | 6–9 września 2017             | Ryga         | JGP na Łotwie           |     |
| 4   | 20–24 września 2017           | Mińsk        | JGP na Białorusi        |     |
| 5   | 27–30 września 2017           | Zagrzeb      | JGP w Chorwacji         |     |
| 6   | 4–7 października 2017         | Gdańsk       | JGP w Polsce            |     |
| 7   | 11–14 października 2017       | Egna/Bolzano | JGP we Włoszech         |     |
| 8   | 7–10 grudnia 2017             | Nagoja       | Finał Junior Grand Prix |     |

## Medaliści

### Soliści
| Zawody    | 1. miejsce        | 2. miejsce        | 3. miejsce       | Źr.   |
| --------- | ----------------- | ----------------- | ---------------- | ----- |
| Australia | Alexei Krasnozhon | Roman Sawosin     | Jegor Ruchin     | [ 2 ] |
| Austria   | Camden Pulkinen   | Luc Economides    | Jegor Muraszow   | [ 3 ] |
| Łotwa     | Mitsuki Sumoto    | Makar Ignatow     | Tomoki Hiwatashi | [ 4 ] |
| Białoruś  | Aleksiej Jerochow | Andrew Torgashev  | Igor Jefimczuk   | [ 5 ] |
| Chorwacja | Alexei Krasnozhon | Joseph Phan       | Makar Ignatow    | [ 6 ] |
| Polska    | Aleksiej Jerochow | Camden Pulkinen   | Conrad Orzel     | [ 7 ] |
| Włochy    | Matteo Rizzo      | Władimir Samojłow | Tomoki Hiwatashi | [ 8 ] |
| Finał JGP | Aleksiej Jerochow | Camden Pulkinen   | Mitsuki Sumoto   | [ 9 ] |

### Solistki
| Zawody    | 1. miejsce            | 2. miejsce          | 3. miejsce               | Źr.    |
| --------- | --------------------- | ------------------- | ------------------------ | ------ |
| Australia | Aleksandra Trusowa    | Anastasija Gulakowa | Riko Takino              | [ 10 ] |
| Austria   | Anastasija Tarakanowa | Lim Eun-soo         | Mako Yamashita           | [ 11 ] |
| Łotwa     | Darja Panienkowa      | Rika Kihira         | Emmy Ma                  | [ 12 ] |
| Białoruś  | Aleksandra Trusowa    | Nana Araki          | Stanisława Konstantinowa | [ 13 ] |
| Chorwacja | Sofja Samodurowa      | Mako Yamashita      | Anastasija Tarakanowa    | [ 14 ] |
| Polska    | Alona Kostornoj       | Darja Panienkowa    | Rino Kasakake            | [ 15 ] |
| Włochy    | Sofja Samodurowa      | Alona Kostornoj     | Rika Kihira              | [ 16 ] |
| Finał JGP | Aleksandra Trusowa    | Alona Kostornoj     | Anastasija Tarakanowa    | [ 17 ] |

### Pary sportowe
| Zawody    | 1. miejsce                                  | 2. miejsce                             | 3. miejsce                             | Źr.                               |
| --------- | ------------------------------------------- | -------------------------------------- | -------------------------------------- | --------------------------------- |
| Australia | Konkurencja nie została rozegrana           | Konkurencja nie została rozegrana      | Konkurencja nie została rozegrana      | Konkurencja nie została rozegrana |
| Austria   | Konkurencja nie została rozegrana           | Konkurencja nie została rozegrana      | Konkurencja nie została rozegrana      | Konkurencja nie została rozegrana |
| Łotwa     | Apollinarija Panfiłowa / Dmitrij Ryłow      | Aleksandra Bojkowa / Dmitrij Kozłowski | Evelyn Walsh / Trennt Michaud          | [ 18 ]                            |
| Białoruś  | Darja Pawluczenko / Dienis Chodykin         | Anastasija Połujanowa / Dmitrij Sopot  | Apollinarija Panfiłowa / Dmitrij Ryłow | [ 19 ]                            |
| Chorwacja | Polina Kostiukowicz / Dmitrij Jalin         | Gao Yumeng / Xie Zhong                 | Aleksandra Bojkowa / Dmitrij Kozłowski | [ 20 ]                            |
| Polska    | Jekatierina Aleksandrowska / Harley Windsor | Darja Pawluczenko / Dienis Chodykin    | Anastasija Połujanowa / Dmitrij Sopot  | [ 21 ]                            |
| Włochy    | Konkurencja nie została rozegrana           | Konkurencja nie została rozegrana      | Konkurencja nie została rozegrana      | Konkurencja nie została rozegrana |
| Finał JGP | Jekatierina Aleksandrowska / Harley Windsor | Apollinarija Panfiłowa / Dmitrij Ryłow | Darja Pawluczenko / Dienis Chodykin    | [ 22 ]                            |

### Pary taneczne
| Zawody    | 1. miejsce                               | 2. miejsce                                    | 3. miejsce                                    | Źr.    |
| --------- | ---------------------------------------- | --------------------------------------------- | --------------------------------------------- | ------ |
| Australia | Sofja Poliszczuk / Aleksandr Wachnow     | Marjorie Lajoie / Zachary Lagha               | Jelizawieta Chudajbierdijewa / Nikita Nazarow | [ 23 ] |
| Austria   | Christina Carreira / Anthony Ponomarenko | Ksienija Konkina / Grigorij Jakuszew          | Natacha Lagouge / Corentin Rahier             | [ 24 ] |
| Łotwa     | Sofja Szewczenko / Igor Jeriomienko      | Anastasija Szpilewaja / Grigorij Smirnow      | Caroline Green / Gordon Green                 | [ 25 ] |
| Białoruś  | Christina Carreira / Anthony Ponomarenko | Anastasija Skopcowa / Kiriłł Aloszyn          | Arina Uszakowa / Maksim Niekrasow             | [ 26 ] |
| Chorwacja | Marjorie Lajoie / Zachary Lagha          | Sofja Szewczenko / Igor Jeriomienko           | Ksienija Konkina / Grigorij Jakuszew          | [ 27 ] |
| Polska    | Anastasija Skopcowa / Kiriłł Aloszyn     | Jelizawieta Chudajbierdijewa / Nikita Nazarow | Caroline Green / Gordon Green                 | [ 28 ] |
| Włochy    | Arina Uszakowa / Maksim Niekrasow        | Sofja Poliszczuk / Aleksandr Wachnow          | Alicia Fabbri / Claudio Pietrantonio          | [ 29 ] |
| Finał JGP | Anastasija Skopcowa / Kiriłł Aloszyn     | Christina Carreira / Anthony Ponomarenko      | Sofja Poliszczuk / Aleksandr Wachnow          | [ 30 ] |

## Klasyfikacje punktowe
| Miejsce w zawodach | Liczba punktów   | Liczba punktów              |
| Miejsce w zawodach | Soliści Solistki | Pary sportowe Pary taneczne |
| ------------------ | ---------------- | --------------------------- |
| 1.                 | 15               | 15                          |
| 2.                 | 13               | 13                          |
| 3.                 | 11               | 11                          |
| 4.                 | 9                | 9                           |
| 5.                 | 7                | 7                           |
| 6.                 | 5                | 5                           |
| 7.                 | 4                | 4                           |
| 8.                 | 3                | 3                           |
| 9.                 | 2                | —                           |
| 10.                | 1                | —                           |

Awans do finału Grand Prix zdobywa 6 najlepszych zawodników/par w każdej z konkurencji.
| Poz.                                                  | Zawodnik                                              | Punkty                                                |
| Miejsca 1–6: kwalifikacja do Finału Junior Grand Prix | Miejsca 1–6: kwalifikacja do Finału Junior Grand Prix | Miejsca 1–6: kwalifikacja do Finału Junior Grand Prix |
| ----------------------------------------------------- | ----------------------------------------------------- | ----------------------------------------------------- |
| 1                                                     | Aleksiej Jerochow                                     | 30                                                    |
| 2                                                     | Alexei Krasnozhon                                     | 30                                                    |
| 3                                                     | Camden Pulkinen                                       | 28                                                    |
| 4                                                     | Mitsuki Sumoto                                        | 24                                                    |
| 5                                                     | Makar Ignatow                                         | 24                                                    |
| 6                                                     | Andrew Torgashev                                      | 22                                                    |
| Miejsca 7–9: rezerwa do Finału Junior Grand Prix      |                                                       |                                                       |
| 7                                                     | Joseph Phan                                           | 22                                                    |
| 8                                                     | Luc Economides                                        | 22                                                    |
| 9                                                     | Roman Sawosin                                         | 22                                                    |

| Poz.                                                  | Zawodniczka                                           | Punkty                                                |
| Miejsca 1–6: kwalifikacja do Finału Junior Grand Prix | Miejsca 1–6: kwalifikacja do Finału Junior Grand Prix | Miejsca 1–6: kwalifikacja do Finału Junior Grand Prix |
| ----------------------------------------------------- | ----------------------------------------------------- | ----------------------------------------------------- |
| 1                                                     | Aleksandra Trusowa                                    | 30                                                    |
| 2                                                     | Sofja Samodurowa                                      | 30                                                    |
| 3                                                     | Alona Kostornoj                                       | 28                                                    |
| 4                                                     | Darja Panienkowa                                      | 28                                                    |
| 5                                                     | Anastasija Tarakanowa                                 | 26                                                    |
| 6                                                     | Rika Kihira                                           | 24                                                    |
| Miejsca 7–9: rezerwa do Finału Junior Grand Prix      |                                                       |                                                       |
| 7                                                     | Mako Yamashita                                        | 24                                                    |
| 8                                                     | Nana Araki                                            | 22                                                    |
| 9                                                     | Lim Eun-soo                                           | 22                                                    |

| Poz.                                                  | Zawodnicy                                             | Punkty                                                |
| Miejsca 1–6: kwalifikacja do Finału Junior Grand Prix | Miejsca 1–6: kwalifikacja do Finału Junior Grand Prix | Miejsca 1–6: kwalifikacja do Finału Junior Grand Prix |
| ----------------------------------------------------- | ----------------------------------------------------- | ----------------------------------------------------- |
| 1                                                     | Darja Pawluczenko / Dienis Chodykin                   | 28                                                    |
| 2                                                     | Apollinarija Panfiłowa / Dmitrij Ryłow                | 26                                                    |
| 3                                                     | Jekatierina Aleksandrowska / Harley Windsor           | 24                                                    |
| 4                                                     | Anastasija Połujanowa / Dmitrij Sopot                 | 24                                                    |
| 5                                                     | Aleksandra Bojkowa / Dmitrij Kozłowski                | 24                                                    |
| 6                                                     | Gao Yumeng / Xie Zhong                                | 22                                                    |
| Miejsca 7–9: rezerwa do Finału Junior Grand Prix      |                                                       |                                                       |
| 7                                                     | Polina Kostiukowicz / Dmitrij Jalin                   | 20                                                    |
| 8                                                     | Evelyn Walsh / Trennt Michaud                         | 20                                                    |
| 9                                                     | Laiken Lockley / Keenan Prochnow                      | 14                                                    |

| Poz.                                                  | Zawodnicy                                             | Punkty                                                |
| Miejsca 1–6: kwalifikacja do Finału Junior Grand Prix | Miejsca 1–6: kwalifikacja do Finału Junior Grand Prix | Miejsca 1–6: kwalifikacja do Finału Junior Grand Prix |
| ----------------------------------------------------- | ----------------------------------------------------- | ----------------------------------------------------- |
| 1                                                     | Christina Carreira / Anthony Ponomarenko              | 30                                                    |
| 2                                                     | Anastasija Skopcowa / Kiriłł Aloszyn                  | 28                                                    |
| 3                                                     | Sofja Poliszczuk / Aleksandr Wachnow                  | 28                                                    |
| 4                                                     | Marjorie Lajoie / Zachary Lagha                       | 28                                                    |
| 5                                                     | Sofja Szewczenko / Igor Jeriomienko                   | 28                                                    |
| 6                                                     | Arina Uszakowa / Maksim Niekrasow                     | 26                                                    |
| Miejsca 7–9: rezerwa do Finału Junior Grand Prix      |                                                       |                                                       |
| 7                                                     | Ksienija Konkina / Grigorij Jakuszew                  | 24                                                    |
| 8                                                     | Jelizawieta Chudajberdiewa / Nikita Nazarow           | 24                                                    |
| 9                                                     | Caroline Green / Gordon Green                         | 22                                                    |